# Stetind
Stetind o Stetinden (en sami de Lule: Stádda) és una muntanya del municipi de Tysfjord, al comtat de Nordland, Noruega. Fa una altitud de 1.392 metres. Es troba a uns 15 quilòmetres al nord-est del poble de Kjøpsvik. La muntanya té costats molt llisos que arriben fins al fiord. Stetind té una forma d'obelisc que li dona un aspecte molt especial. El 2002 va ser votada com a "Muntanya Nacional de Noruega" pels oients de NRK.

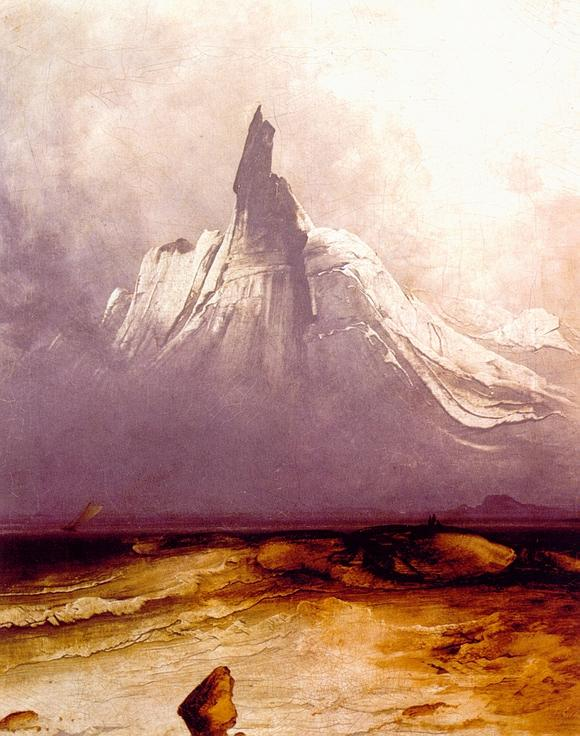
"Stetind i tåke", pintat per Peder Balke el 1864.

## Escalada
La muntanya va tenir diversos intents de primeres ascensions. El primer va ser l'alemany Paul Güssfeldt i el noruec Martin Ekroll l'estiu del 1888. El danès Carl Hall i el guia de muntanya noruec Mathias Soggemoen ho van intentar el 1889.
Cap dels grups va tenir èxit, però Carl Hall va construir un monticle de pedres al cim més baix a uns 500 metres al sud-est del cim principal. Això fita que ara es diu Sales fortopp (elevació 1.304 metres). Al voltant del 1900, William Cecil Slingsby tampoc arribar al cim.

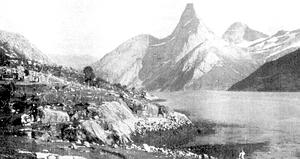
Stetind vist des del Stefjordneset. Foto de William Cecil Slingsby, 1915.

No va ser fins al 30 de juliol de 1910 quan Fernando Schjelderup, Carl Wilhelm Rubenson, i Alf Bonnevie Bryn finalment van arribar al cim de Stetind. Les condicions meteorològiques eren bones. En Rubenson feia 25 anys, i se li va donar l'honor de ser el primer a la corda. La part més difícil va ser passar la zona llisa "Mysosten", que Rubenson dit que va recórrer al llarg d'una petita esquerda. Després d'aquest passatge hi havia una pujada fàcil al cim. Els mateixos tres escaladors van continuar la seva gira el 1910 pel que els primers ascensos dels cims de Lofoten com Svolværgeita i Trakta. Arne Næss, Ralph Høibakk, i K. Friis Baasted van fer la primera ascensió hivernal al Stetind el 1963 a la paret oriental. El 1966, Arne Næss i altres quatre van ser els primers al cim a través de la paret oest.

## Etimologia
La forma de la muntanya ha estat comparat amb una quest que significa "enclusa" i l'últim element és la forma finita de tind que significa "pic de la muntanya".

## Galeria

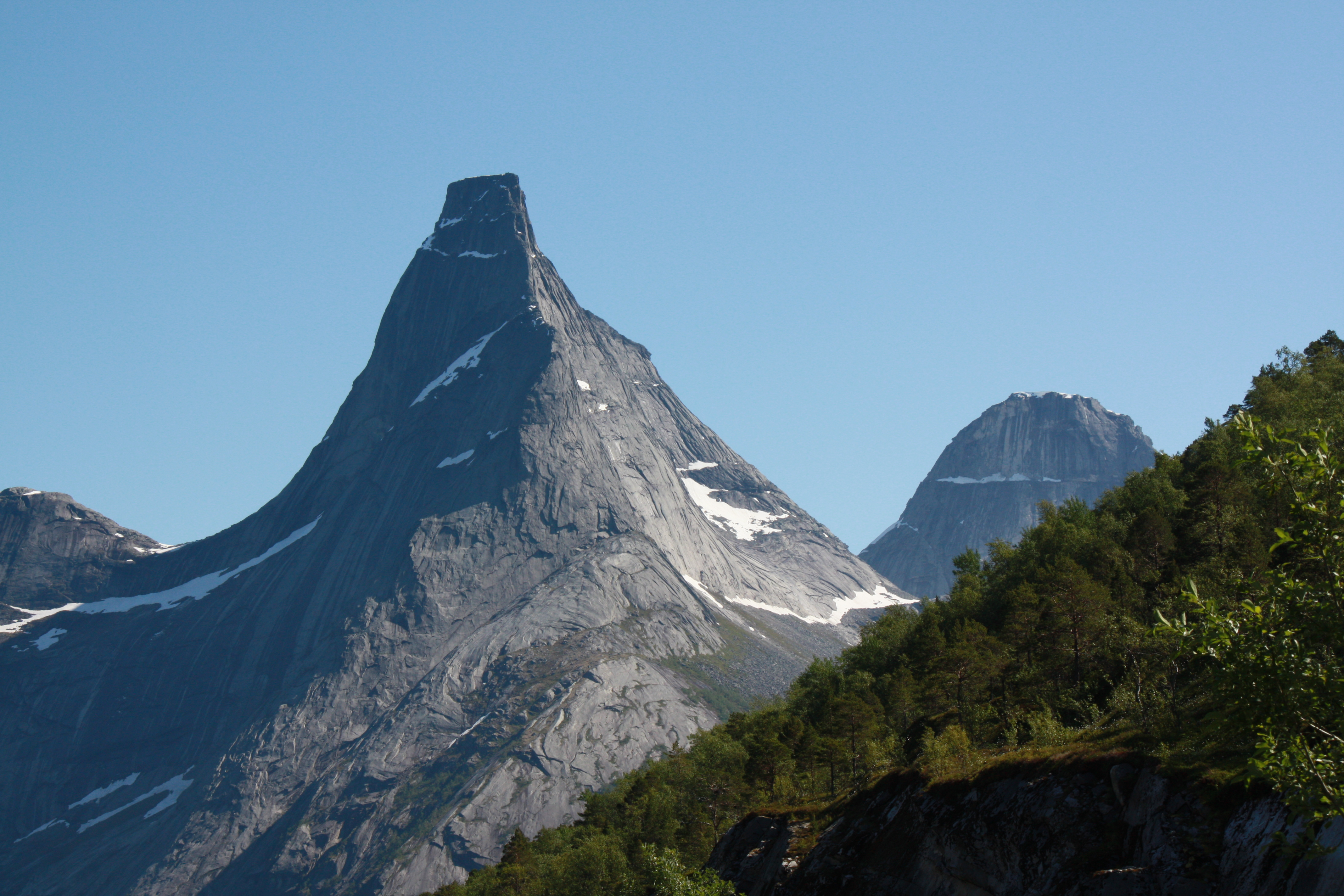
La muntanya el juny del 2009.
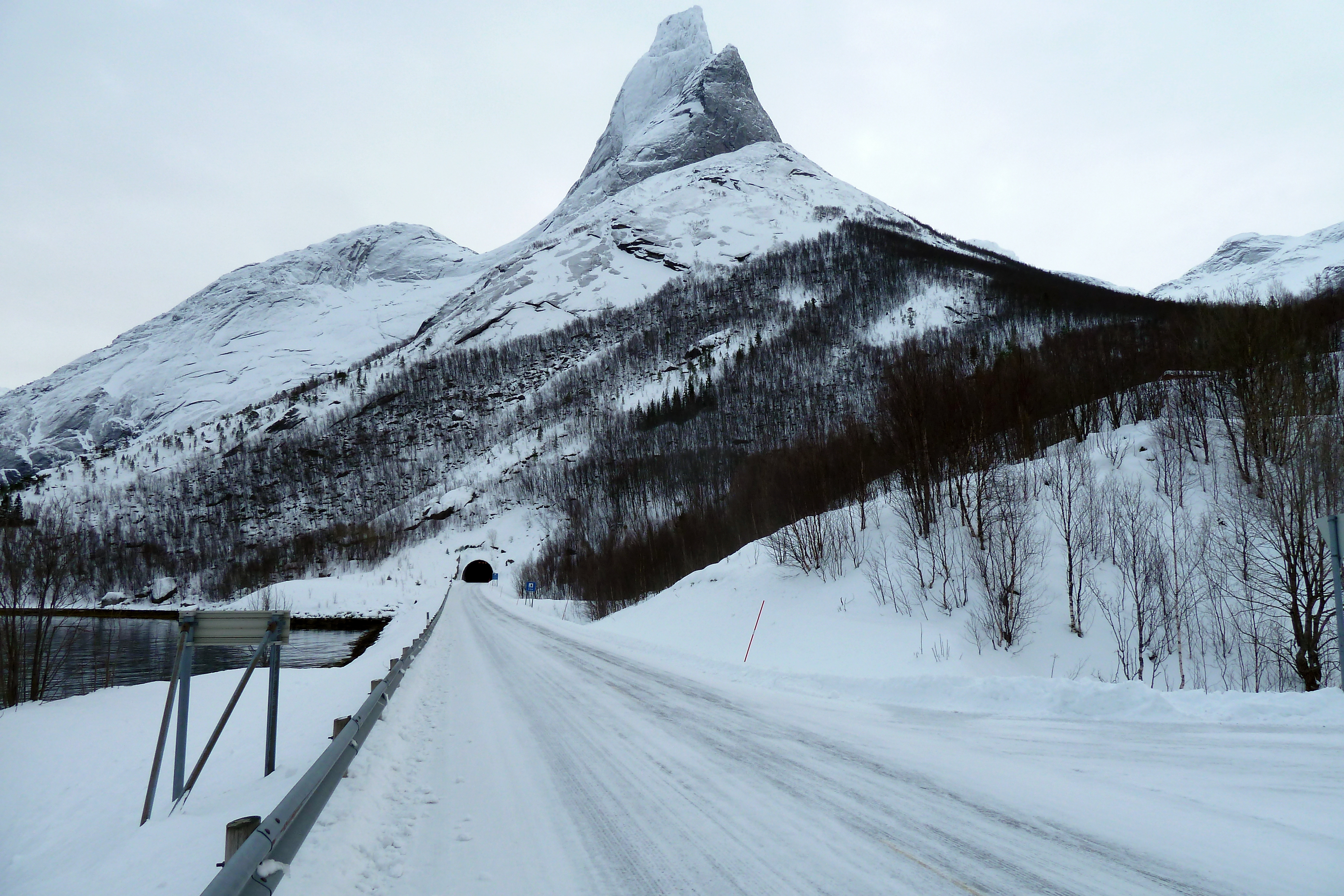
La muntanya el febrer del 2013.
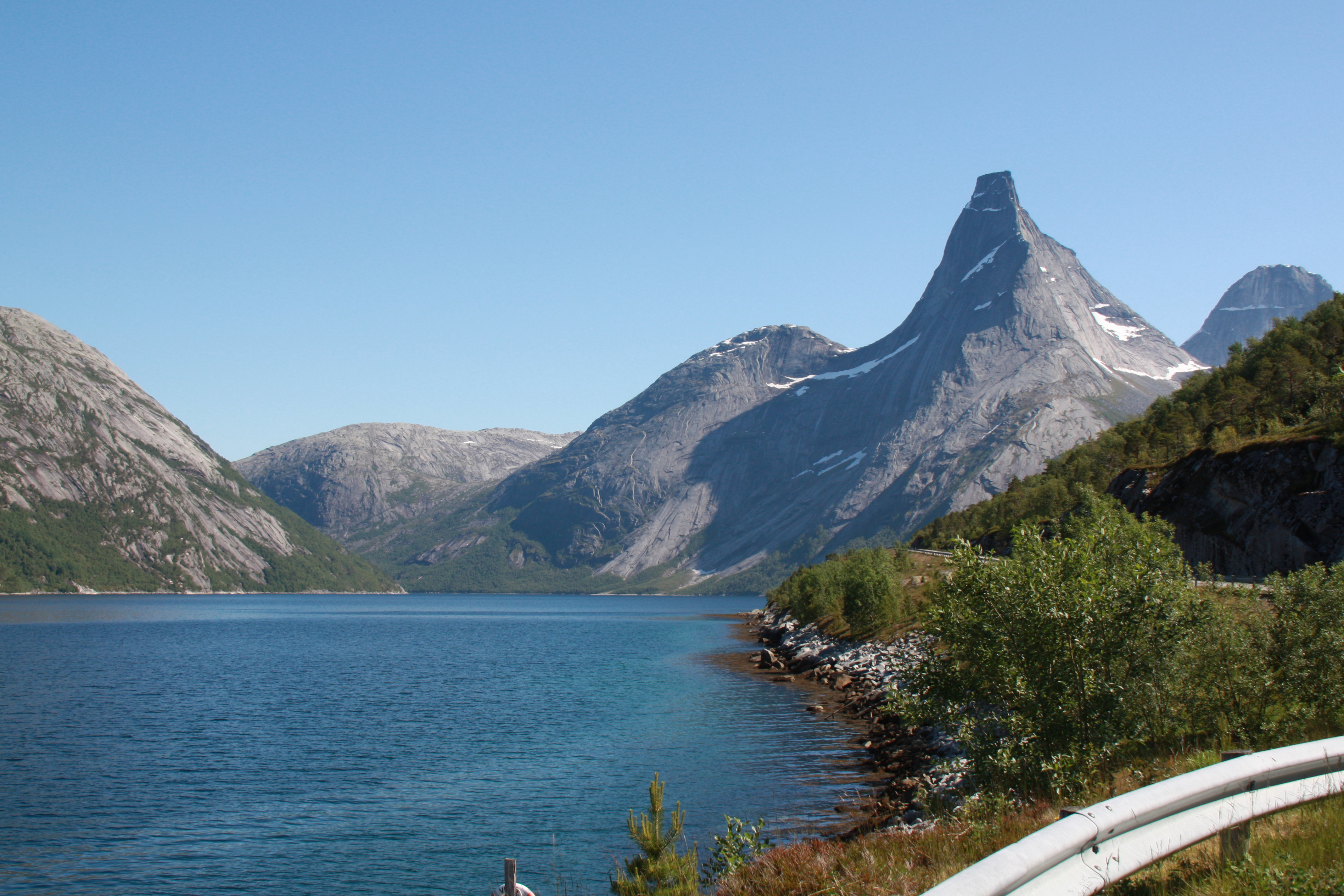
La muntanya darrere el Tysfjorden.
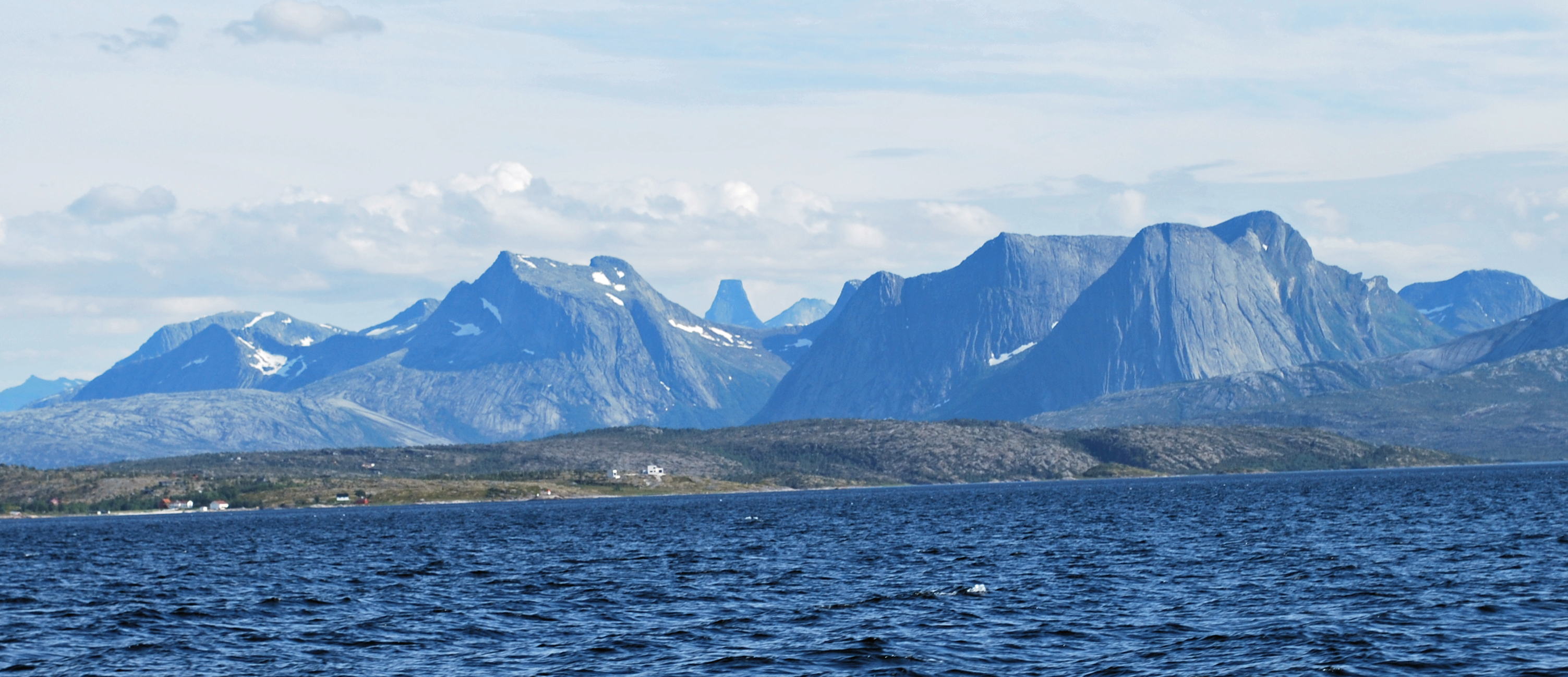
La muntanya darrere l'Ofotfjorden.